# عبد اللطيف عبد الحليم
عبد اللطيف عبد الحليم ويُعرَف بكنيته (أبو همَّام) (1364- 1436 هـ / 1945- 2014 م) أديب وشاعر مصري، وناقد ومترجم واستاذ جامعي، رئيس قسم الدراسات الأدبية بكلية دار العلوم في جامعة القاهرة.

## ولادته وتعليمه
ولد أبو همَّام عبد اللطيف بن عبد الحليم بن عبد الله في قرية طوخ دلكة بمركز تلا بمحافظة المنوفية سنة 1364هـ/ 1945م، وحفظ القرآن ثم التحق بمعهد شبين الكوم الديني، ثم بالمعهد النموذجي للأزهر بالقاهرة، حيث حصل على الثانوية الأزهرية سنة 1966.
في أوائل الستينيات، أنشد عبد اللطيف عبد الحليم ـ وهو طالب بالأزهر ـ إحدى قصائده أمام عباس العقاد في ندوته الأسبوعية، فوقعت القصيدة من نفس العقاد موقعًا حسنًا. سأله العقاد: «أين تدرس يا مولانا؟» فأجابه الفتى: «في الأزهر»، فرد عليه العقاد: «ادخل دار العلوم يا مولانا».
ومنذ تلك اللحظة، عزم عبد الحليم على الالتحاق بدار العلوم، فتخرج فيها سنة 1970، وعين معيدًا، ثم حاز منها درجة الماجستير سنة 1974 عن رسالته «المازني شاعرًا».
في سنة 1976 سافر عبد الحليم إلى إسبانيا مبعوثًا إلى جامعة مدريد، وحصل منها على درجتي الليسانس والماجستير (مرة أخرى) سنة 1978، ثم حصل على درجة دكتوراه الدولة سنة 1983 عن رسالته «دراسة مقارنة بين شعر العقاد وميغيل دي أونامونو». 

## وظائفه
عاد إلى مصر ليترقى في السلم الوظيفي بكلية دار العلوم إلى أن حصل على درجة أستاذ مساعد، ثم أعير إلى جامعة السلطان قابوس، وعاد أستاذًا وشغل منصب رئيس مجلس قسم الدراسات الأدبية بكلية دار العلوم، ثم وكيل الكلية.
عمل أبو همام أستاذًا زائرًا في عدد من الجامعات العربية، وشارك في مناقشة العديد من الرسائل الجامعية باللغتين العربية والإسبانية.

## مؤلفاته

### شعره
أصدر أبو همام ستة دواوين متفرقة من الشعر العمودي (التقليدي)، جمعها لاحقًا في كتاب واحد من جزءين، وهي: 
- الخوف من المطر (1974)
- لزوميات وقصائد أخرى (1985)
- هدير الصمت (1987)
- مقام المنسرح (1989)
- أغاني العاشق الأندلسي (1992)
- زهرة النار (1998)

تُرجمت بعض قصائد أبي همام إلى الإسبانية والفرنسية والإيطالية، كما كُتبت دراسات عن شعره بالإسبانية، وأجيزت عدة رسائل تدرس شعره وتحلل دواوينه.

### دراسات أدبية ونقدية
- المازني شاعرًا
- شعراء ما بعد الديوان
- في الشعر العماني المعاصر (كتبه أثناء إعارته بجامعة السلطان قابوس)[6]
- في الحديث النبوي
- حديث الشعر

### تحقيق التراث
اهتمم أبو همام بتحقيق التراث بتشجيع من أستاذه وصديقه محمود محمد شاكر، الذي كان يحثه على ترك الترجمة والاشتغال بالتحقيق. ومن المؤلفات التراثية التي حققها:
- حدائق الأزاهر في مستحسن الأجوبة والمضحكات والأمثال والنوادر (لابن عاصم الغرناطي المتوفي سنة 1426): طُبع في بيروت، ثم أعادت نشره دار الكتب المصرية.[5]

كما حقق أبو همام مخطوطات أخرى نادرة لم تُنشر، منها كتاب «الفصوص» لصاعد البغدادي، وأخرى لابن الخطيب وابن حاتم الأندلسي.

### ترجمة
ترجم أبو همام أعمالًا إبداعية لمؤلفين وشعراء إسبان كأنطونيو غالا ولاجرانخا وألديكوا، من بينها:
- خاتمان من أجل سيدة (مسرحية، 1984)
- قصائد من إسبانيا وأمريكا اللاتينية (1987)

## كنيته
كان عبد اللطيف عبد الحليم يعتز بتلمذته على عباس محمود العقاد، وقد اكتنى لذلك بأبي همام؛ إذ كان همام هو اسم بطل رواية سارة للعقاد. وقد سمى أبو همام ابنه بهذا الاسم لكي يحمل هذه الكنية.

## نشاطاته
كان أبو همام عضوًا باتحاد كُتّاب مصر، وعضوًا بجمعية الأدب المقارن، كما رأس مجلس إدارة جمعية العقاد الأدبية بين عامي 1985 و1988،  وكان عضوًا بلجنة الشعر بالمجلس الأعلى للثقافة، وعضوًا بمجلس أمناء كرمة ابن هانئ، ومقرر اللجنة العلمية لترقية الأساتذة المساعدين  وعضوًا محكمًا في كثير من اللجان والمؤتمرات في مصر وخارجها.
في سنة 2012 انتُخب أبو همام عضوًا في مجمع اللغة العربية بالقاهرة، وعمل في لجنة المعجم الكبير، لكنه توفي ولما يكتمل المعجم بعد.

## تكريمه
- جائزة الدولة التشجيعية في الترجمة الإبداعية (1987)
- جائز الشعر من مؤسسة يماني الثقافية (1996)
- جائزة عبد الرحمن بن تركي في ترجمة الشعر من الإسبانية (1998)
- جائزة البابطين في الإبداع الشعري لأفضل ديوان شعر (2000، 2010)

## وفاته
توفي أبو همام فجر يوم الثلاثاء 16 ديسمبر 2014، وصُلي عليه ظهر نفس اليوم في جامع صلاح الدين بمنيل الروضة بالقاهرة.